# جنین لیندمولدر
جنین ماری لیندمولدر (در انگلیسی: Janine Lindemulder) یکی از مشهورترین هنرپیشگان فیلم‌های پورنوی آمریکایی است که دارای شهرتی جهانی می‌باشد. وی ابتدا در سالهای میانی دهه ۹۰ میلادی وارد صنعت پورن آمریکا شد. وی پس از سالها دوری، در سال ۲۰۰۴ میلادی به صحنه پورنو بازگشت. برخی وی را یکی معروف‌ترین هنرپیشگان فیلم‌های پورنو در تاریخ جهان معرفی کرده‌اند.

## جایزه‌ها
- ۱۹۹۳ XRCO Award for Best Girl-Girl Scene - Hidden Obsessions
- ۲۰۰۶ جایزه ای‌وی‌ان for Best All-Girl Sex Scene - Pirates (with جسی جین)[۲]
- ۲۰۰۶ AVN Award for Best Actress (Video) - Pirates[۲]
- ۲۰۰۷ AVN Award for Best Sex Scene Coupling (Film) – Emperor (with مانوئل فررا)[۳]